# Silnice II/462
Silnice II/462 je silnice II. třídy, která vede z Vítkova do Březové. Je dlouhá 9,8 km. Prochází jedním krajem a jedním okresem.

## Vedení silnice

### Moravskoslezský kraj, okres Opava
- Vítkov (křiž. II/442, III/4621, III/4623)
- Prostřední Dvůr (křiž. III/4628)
- Větřkovice (křiž. III/4629)
- Jelenice
- Lesní Albrechtice (křiž. I/57)